# 威廉·C·罗伯茨
威廉·查尔斯·罗伯茨（英語：William Charles Roberts，1832年9月22日—1903年11月27日），美国牧师和学术主管。他在普林斯顿大学和普林斯顿神学院毕业后，在威尔明顿开始了神职生涯。他还担任过森林湖学院6年的校长，并在此期间担任长老宗大会主持人。1898年，他接受中央学院校长一职。在他任内，学院和里士满的中央大学合并。合并后，罗伯茨继续担任校长一职直至去世。

## 生平

### 早年生活和教育
威廉·查尔斯·罗伯茨于1832年9月22日出生在英国威尔士阿伯里斯特威斯，后移居美国。1855年，他从普林斯顿大学毕业，三年后又从普林斯顿神学院毕业。

### 职业生涯
1858年，罗伯茨在特拉华州威尔明顿的第1长老宗教堂开始了他的牧师生涯。1862年10月26日，他发表了在第1长老宗教堂的最后一篇布道，即告别布道。之后便前往俄亥俄州哥伦布的第1长老宗教堂就职。罗伯茨的妻子在俄亥俄州患病，由于气候问题无法治愈，于是医生建议她返回新泽西州的老家。夫妇二人听从建议搬至新泽西州伊丽莎白，并继续在当地的第2长老宗教堂当起牧师。在离开俄亥俄州前，罗伯茨为明尼苏达领地末任总督塞缪尔·梅达里主持葬礼。1866年，罗伯茨转至威斯敏斯特长老宗教堂。1882年，他离开威斯敏斯特长老宗教堂成为美北长老会国内传教委员会秘书，并担任至1886年。
1886年，他被选为莱克福雷斯特森林湖大学校长。（现名为森林湖学院）。同年9月，罗伯茨接受此职务，并在10月开始履行职责，但他要求学校在未来五年内拨款100万美元（相当于2023年的3400万美元）。1822年6月22日，罗伯特正式就职。由于学校迟迟不肯拨款，罗伯茨便对学校的政策失去信心，最后在1892年2月26日辞职。1889年，他成为长老宗大会主持人。
离开森林湖大学后，罗伯茨来到纽约成为美北长老会差会高级秘书，并任职至1898年退休。1898年6月7日前，他获得中央学院董事会的五人委员会提名为校长，次日获全体董事同意。同日，他接受校长职务。中央学院校长一职在原校长威廉·C·杨在1896年9月逝世后便一直空缺。 
罗伯茨上任后大力改善学院场地和景观美化。除此之外，在他任内中央学院和里士满的中央大学合并。中央大学是美南长老会在中央学院归属美北长老会后于1873年所建的大学。中央大学建立起便被资金和招生问题困扰。1901年4月23日，美南长老会同意两所学校合并，中央校友会则在6月18日同意。合并后的学校名为中央大学，于1901年开业，由原中央学院校长罗伯茨担任校长职务。原中央大学校长L·H·布兰顿则担任副校长，并担任至1907年。1918年12月27日，学校改名回中央学院。

### 个人生活与逝世
1858年10月19日，罗伯茨与玛丽·路易丝·富勒结婚。二人育有三子，但只有两人活至成年。
罗伯茨有两个荣誉学位，皆是从普林斯顿大学所得，分别是1887年的荣誉博士和1892年的神学博士。
1903年11月27日下午3点40分，罗伯茨在丹维尔逝世，死因为瘫痪。他的葬礼在1903年11月30日举行。罗伯茨逝世两天后，中央大学董事会宣布将会推迟几个月寻找其继任者，校长职务则会由曾在威廉·C·杨逝世后担任临时校长的约翰·C·费尔斯暂代。

### 文献
- 4. 丹维尔 (肯塔基州): Centre College. 1898: 164–169  [2025-02-08]. （原始内容存档于2024-12-26）.
- (PDF) 6. 丹维尔 (肯塔基州): Centre College. 1918: 5  [2025-02-08]. （原始内容存档 (PDF)于2025-01-26）.
- Weston, William J. . 丹维尔 (肯塔基州): Centre College. 2019. ISBN 978-1-6943-5863-9. OCLC 1142930784.